# Portilla
Portilla település Spanyolországban, Cuenca tartományban. Portilla Zarzuela községgel határos. Lakosainak száma 61 fő (2024).

## Népesség
A település népessége az utóbbi években az alábbiak szerint változott:
| Lakosok száma | 102  | 100  | 93   | 82   | 76   | 74   | 74   | 59   | 58   | 61   |
|               | 2001 | 2004 | 2006 | 2009 | 2011 | 2014 | 2016 | 2019 | 2021 | 2024 |